# Stuľany
Stuľany es un municipio del distrito de Bardejov en la región de Prešov, Eslovaquia, con una población estimada a final del año 2024 de 545 habitantes.
Se encuentra ubicado en el centro-norte de la región, cerca del río Topľa (cuenca hidrográfica del río Tisza) y de la frontera con Polonia.

## Demografía
| Año        | 1994 | 2004    | 2014    | 2024    |
| ---------- | ---- | ------- | ------- | ------- |
| Población  | 612  | 604     | 577     | 545     |
| Diferencia |      | −1,30 % | −4,47 % | −5,54 % |

| Año        | 2023 | 2024    |
| ---------- | ---- | ------- |
| Población  | 534  | 545     |
| Diferencia |      | +2,05 % |